# Ordre de préséance canadien

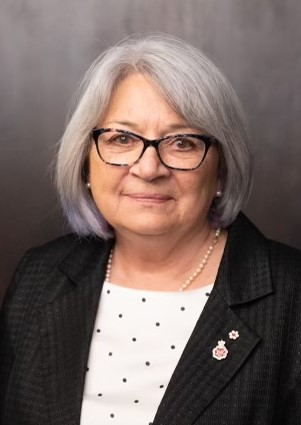
Mary Simon, gouverneure générale du Canada, prend préséance immédiatement après le monarque.

La liste suivante présente l'ordre de préséance protocolaire au Canada. 
1. Le monarque du Canada (le roi)
2. Le gouverneur général ou l'administrateur du gouvernement du Canada[1]
3. Le premier ministre du Canada
4. Le juge en chef du Canada
5. Les anciens gouverneurs généraux, selon la date de cessation de leurs fonctions
6. Les conjoints survivants des anciens gouverneurs généraux décédés (ne s'applique que si le conjoint était marié au gouverneur général pendant l'exercice de ses fonctions), selon la date de cessation de fonctions des époux décédés
7. Les anciens premiers ministres, selon la date où ils sont entrés en fonction
8. Les anciens juges en chef du Canada, selon la date de leur nomination à ce poste
9. Le président du Sénat
10. Le président de la Chambre des communes
11. Les ambassadeurs, hauts-commissaires, ministres plénipotentiaires[2]
12. Les membres du Conseil des ministres du Canada, par ordre d'ancienneté comme membres du Conseil privé du Roi pour le Canada dans chacune des sous-catégories a) et b) : 
  - a) les membres du Cabinet ; et
  - b) les secrétaires d'État ;
13. Le chef de l'Opposition
14. Les lieutenants-gouverneurs[3] :
  - Le lieutenant-gouverneur de l'Ontario ;
  - Le lieutenant-gouverneur du Québec ;
  - Le lieutenant-gouverneur de la Nouvelle-Écosse ;
  - Le lieutenant-gouverneur du Nouveau-Brunswick ;
  - Le lieutenant-gouverneur du Manitoba ;
  - Le lieutenant-gouverneur de la Colombie-Britannique ;
  - Le lieutenant-gouverneur de l'Île-du-Prince-Édouard ;
  - Le lieutenant-gouverneur de la Saskatchewan ;
  - Le lieutenant-gouverneur de l'Alberta ;
  - Le lieutenant-gouverneur de Terre-Neuve-et-Labrador ;
15. Les membres du Conseil privé du Roi pour le Canada, ne faisant pas partie du Conseil des ministres du Canada, par ordre d'ancienneté comme membres du Conseil privé, préséance étant accordée à ceux et celles qui portent le titre de Très honorable, par ordre d'ancienneté en fonction de la date à laquelle ce titre a été accordé
16. Les premiers ministres des provinces du Canada, dans l'ordre indiqué pour les lieutenants-gouverneurs[3]
17. Les commissaires territoriaux :
  - Le commissaire des Territoires du Nord-Ouest
  - Le commissaire du Territoire du Yukon
  - Le commissaire du Nunavut
18. Les leaders des gouvernements territoriaux, dans le même ordre
19. Les représentants des communautés de religion[4]
20. Les juges puînés de la Cour suprême du Canada
21. Le juge en chef de la Cour d'appel fédérale et le juge en chef de la Cour fédérale.(Loi sur les Cours fédérales (L.R.C., 1985, ch. F-7))
  1.     - a) Les juges en chef des plus hauts tribunaux de chaque province et territoire ; et
    - b) les juges en chef et les juges en chef associés des autres cours supérieures des provinces et des territoires par ordre d'ancienneté comme juge en chef, aux termes des sous-catégories a) et b)
    - a) Les juges de la Cour fédérale du Canada ;
    - b) les juges puînés des cours supérieures des provinces et territoires ;
    - c) le juge en chef de la Cour canadienne de l'impôt ;
    - d) le juge en chef adjoint de la Cour canadienne de l'impôt ; et
    - e) les juges de la Cour canadienne de l'impôt ; par ordre d'ancienneté dans chaque sous-catégorie
22. Les sénateurs du Canada
23. Les membres de la Chambre des communes
24. Les consuls généraux des pays sans représentation diplomatique
25. Greffier du Conseil privé et secrétaire du Cabinet
26. Le chef de l'état-major de la Défense et le commissaire de la Gendarmerie royale du Canada[5]
27. Les présidents des assemblées législatives dans leur province et leur territoire
28. Les membres des conseils exécutifs dans leur province et leur territoire
29. Les juges des cours provinciales et territoriales dans leur province et leur territoire
30. Les membres des assemblées législatives dans leur province et leur territoire
31. Le président de l'Association canadienne des ex-parlementaires

## Sources et références
- « Cérémonial et promotion des symboles canadiens - Préséance », Ministère du Patrimoine canadien